# Gauteng
Gauteng és una de les noves províncies de Sud-àfrica, anomenada fins al 1994 Pretoria-Witwatersrand-Vereeniging i coneguda amb les sigles PWV. Està formada amb part de l'antiga República de Transvaal.